# Pompa intratecale
Una pompa intratecale (più correttamente denominato "infusore intratecale") è un dispositivo medico usato per somministrare piccolissime dosi di farmaco direttamente nel liquor cefalorachidiano dell'uomo. Farmaci come Baclofen, Morfina o Ziconotide possono essere somministrati direttamente nel sistema nervoso centrale minimizzando gli effetti collaterali spesso presenti quando questi farmaci vengono assunti per bocca. Il farmaco attraversa la barriera ematoencefalica raggiungendo il suo bersaglio senza dovere essere assorbito e senza subire il metabolismo a cui vengono sottoposti i farmaci assunti per altre vie.
La pompa intratecale consiste in una pompa di metallo che conserva e spinge il farmaco lungo un catetere speciale inserito nello spazio intratecale spinale dove il farmaco può esercitare il suo effetto. Sono disponibili 2 tipi di pompa: una ad infusione continua che infonde il farmaco ad una dose costante nelle corso delle 24 ore, un tipo ad infusione programmabile dove, attraverso un computer esterno si possono programmare dosi diverse nel corso della giornata. 
Questo strumento è utilizzato  principalmente per trattare le gravi spasticità diffuse a più distretti corporei o il dolore.
L'applicazione della pompa al baclofene richiede un intervento chirurgico per costruire una tasca addominale (sottocutanea o sottofasciale) dove posizionare la pompa ed una piccola incisione posteriore (a livello dello spazio tra L3 ed L4) per inserire il catetere intratecale che verrà spinto in alto fino al livello desiderato. Più alto sarà il catetere maggiore sarà l'effetto sugli arti superiori ed il tronco.
L'uso della terapia intratecale al baclofene (Intrathecal Baclofen Therapy o I.T.B.) è ormai consolidato sia nei bambini con paralisi cerebrale infantile che negli adulti con varie lesioni neurologiche (ad esempio nella Sclerosi Multipla). L'eziologia differente è accomunata dalla sindrome del motoneurone superiore (Upper Motor Neuron Syndrome) che compromette il movimento per perdita di forza e destrezza e comparsa di spasticità (aumento del tono muscolare, clonie, spasmi).